# 比奇菲爾德
比奇菲爾德（英語：Bitchfield）是英國英格蘭林肯郡南凯斯蒂文区的一個小鎮。

## 歷史
於中世紀時期中，比奇菲爾德和下比奇菲爾德的規模比現代的大很多，因此該小鎮不時被描述為一個「萎縮」了的城鎮。但是，該小鎮並非完全被荒廢，因此不能算是廢棄的中世紀城鎮。比奇菲爾德亦擁有一個名為「菲爾德營」（Camp Field）的墓塚。

## 名稱
比奇菲爾德因其具暗示性的名稱而獲得英國內外的關注。該小鎮的英語本名「Bitchfield」很容易讓人誤解為「Bitch field」，而其中的Bitch是貶低或厭惡女性的髒話。1086年完成的大規模調查英格蘭的記錄《末日审判书》顯示，比奇菲爾德在中世紀時期的名稱為「比勒斯菲爾特」（Billesfelt）。「比勒斯菲爾特」是比奇菲爾德的中古英語名稱，該名稱中的「Billes」和「felt」分別是現今的「Bitch」和「field」，因此該小鎮才得到這個名稱。

## 地理
比奇菲爾德的座標為52°50′46″N 0°32′01″W / 52.846250°N 0.533655°W（52.846250,-0.533655）。該小鎮是由多條車道和其兩側的建築物組成，而小鎮本身亦被劃分為兩部份，「比奇菲爾德」和「下比奇菲爾德」。該小鎮位於格兰瑟姆以東南約6英里（10），坐落於與A1公路平行的B1176公路上。

## 人口
根據2001年人口統計，該小鎮共有人口154人，其中48.7%為男性，51.3%為女性。在25,595居民中，有22.2%為16歲以下、4.6%為16至19歲、3.9%為20至29歲、50.3%為30至59歲12.4、5%為60至79歲、以及6.5%為75歲以上，平均年齡為38.2歲。全部人口是白人，86.5%人口信奉基督教。

## 宗教
比奇菲爾德是比奇菲爾德、巴鑫索普（Bassingthorpe）、韋斯特比（Westby）教區的一部份。而小鎮自己的教會教區則剛好覆蓋整個比奇菲爾德小鎮。該教會教區亦是聖公會林肯教區北巴爾的盧教區群的一部份。而該教區的教堂則是位於下比奇菲爾德的聖抹大拉的馬利亞教堂。該教堂的主保聖人為抹大拉的馬利亞。自2006年起，該教堂的祭司為理查德·艾爾森。該教堂並沒有進行任何重大裝修或翻新工程，因此仍保留著諾曼式和哥特式建築風格。

## 外部連結
- 维基共享资源上的相關多媒體資源：比奇菲爾德